# Marvel Adventures
Marvel Adventures, précédemment nommé Marvel Age, était une collection de Marvel Comics visant les plus jeunes lecteurs. Contrairement aux autres comics publiés par Marvel dont les histoires se déroulent sur plusieurs numéros, chacun des comics de la collection avait à chaque fois une histoire complète. En avril 2012 Marvel Adventures est remplacé par une nouvelle collection liée aux séries Marvel diffusées sur Disney XD.

## Historique

### Marvel Age
Marvel Adventures prend la suite de la collection Marvel Age lancée en 2003. Le nom de Marvel Age était à l'origine celui d'un magazine publicitaire distribué par Marvel de 1983 à 1994. L'idée de base était de reprendre les scénarios anciens, écrits par Stan Lee dans les années 1960 et de les mettre au goût du jour. Les histoires sont publiées au format comic book puis rapidement réunis dans des anthologies au format digest.

### Marvel Adventures
En 2005 Darwyn Cooke est engagé pour créer une nouvelle collection pour enfants. Les histoires seraient indépendantes de l'univers Marvel classique et reprendrait les personnages les plus populaires. Cooke est finalement remercié et de nouveaux auteurs sont engagés. La collection Marvel Age est alors relancée sous le nouveau nom de Marvel Adventures. Les séries Marvel Age: Spider-Man et Marvel Age: Fantastic Four sont relancées sous les noms de Marvel Adventures: Spider-Man et Marvel Adventures: Fantastic Four. Cette fois les histoires sont nouvelles et ne reprennent pas les anciennes.
Les titres publiés, en plus de ceux consacrés à Spider-Man et aux Quatre Fantastic sont Marvel Adventures: The Avengers et Marvel Adventures: Super Heroes. Deux autres titres, Marvel Adventures: Iron Man et Marvel Adventures: Hulk sont arrêtés après quelques numéros. Marvel Adventures: Fantastic Four s'achève au numéro 48 en mai 2009.
En 2010, la collection est arrêtée puis relancée avec seulement deux titres, Marvel Adventures Spider-Man et Marvel Adventures: Super Heroes. Les deux séries sont arrêtées en mars 2012 et sont remplacées par de nouveaux titres liés aux séries diffusées sur Disney XD. Les deux séries sont Ultimate Spider-Man Adventures et The Avengers: Earth's Mightiest Heroes Adventures.